# Where'd You Go
"Where'd You Go" é uma canção do conjunto americano de hip hop Fort Minor, o projeto paralelo do vocalista da banda de rock Linkin Park, Mike Shinoda. É o quarto e último single do álbum de estreia de Fort Minor The Rising Tied, lançado em 14 de abril de 2006. A canção apresenta Skylar Grey (então conhecida como Holly Brook) e Jonah Matranga. "Where'd You Go" foi escrita e produzida por Shinoda. Liricamente, a canção é a partir da perspectiva da pessoa ser deixada para trás em relacionamentos de longa distância, e é sobre as conseqüências de colocar sua carreira antes da própria família.
"Where'd You Go" recebeu críticas positivas dos críticos de música, com a maioria dos comentadores observando a simplicidade da música, bem como elogiando os vocais de Brook. A canção foi o maior sucesso comercial do grupo, ficando entre o top ten de várias paradas musicais internacionais. A canção também alcançou a posição número 4 na Billboard Hot 100 e recebeu uma certificação de platina pela RIAA em 2009. Um vídeo da música para o single foi dirigido por Philip Andelman. O vídeo apresentou três famílias, que, de acordo com Shinoda, "compartilham o mesmo sentimento de solidão como esta canção. "Where'd You Go" foi incluído na set list de inúmeros concertos do Fort Minor.

## Composição
Foi escrita e produzido por Mike Shinoda. "Where'd You Go" é uma canção de hip hop alternativo que apresenta piano, bem como um coro cantando fundo vocais durante toda a canção. De acordo com a folha de música digital publicado em musicnotes.com, em entrevista à MTV, Shinoda disse por que ele escolheu para escrever a partir desse ponto de vista, dizendo: "Um monte de gente faz músicas sobre estar na estrada, e eu queria fazer esta canção sobre a perspectiva oposta: As pessoas que estão em casa, sua família, seus amigos, seus entes queridos que estão em casa" Shinoda também disse que ele escreveu a música para sua esposa, Anna. Ao consultar o produtor executivo e rapper Jay-Z e o guitarrista do Linkin Park Brad Delson, em que as músicas devem ser incluídos em The Rising Tied, "Where'd You Go" é uma das duas canções que eles não solicitaram para remover do álbum, uma vez que a música impulsiona sua esposa em lágrimas cada vez que ela ouve a ele.
Holly Brook (que assinou contrato com a gravadora de Shinoda Machine Shop Recordings) foram destacados como artistas da música. Shinoda solicitou Brook para cantar o refrão, uma vez que Shinoda já tinha escrito a música inteira. Brook gravou a música por meia hora. Shinoda elogiou sua voz, chamando sua voz como "inacreditável". A canção foi lançada para airplay de rádio como o quarto e último single de The Rising Tied em 14 de abril, de 2006.

## Formatos e Faixas
Todas as faixas escritas e compostas por Mike Shinoda. 
| US Promo CD (Machine Shop Recordings) |                                          |         |  |
| N.º                                   | Título                                   | Duração |  |
| 1.                                    | "Where'd You Go" (featuring Holly Brook) | 3:55    |  |

Todas as faixas escritas e compostas por Mike Shinoda. 
| US 5 Track Promo CD (Warner Bros. Records) |                                                          |         |  |
| N.º                                        | Título                                                   | Duração |  |
| 1.                                         | "Where'd You Go" (Album version) (featuring Holly Brook) | 3:51    |  |
| 2.                                         | "Where'd You Go" (Radio version)                         | 3:51    |  |
| 3.                                         | "Where'd You Go" (Instrumental)                          | 3:53    |  |
| 4.                                         | "Where'd You Go" (A Capella)                             | 3:17    |  |
| 5.                                         | "Where'd You Go" (Radio A Capella)                       | 3:19    |  |

Todas as faixas escritas e compostas por Mike Shinoda. 
| Europe CD single • iTunes EP (Warner Bros. Records) |                                                           |         |  |
| N.º                                                 | Título                                                    | Duração |  |
| 1.                                                  | "Where'd You Go" (featuring Holly Brook e Jonah Matranga) | 3:51    |  |
| 2.                                                  | "Where'd You Go" (Big Bad Remix)                          | 4:06    |  |
| 3.                                                  | "Where'd You Go" (S.O.B. Remix)                           | 3:17    |  |

Todas as faixas escritas e compostas por Mike Shinoda. 
| Cardsleeve single (Warner Bros. Records) |                                                           |         |  |
| N.º                                      | Título                                                    | Duração |  |
| 1.                                       | "Where'd You Go" (featuring Holly Brook e Jonah Matranga) | 3:51    |  |
| 2.                                       | "Where'd You Go" (Big Bad Brad Remix)                     | 4:06    |  |

## Paradas musicais
| Paradas musicais (2006)             | Melhor posição |
| ----------------------------------- | -------------- |
| Austrália (ARIA)                    | 41             |
| Áustria (Ö3 Austria Top 75)         | 29             |
| Bélgica(Ultratip Flanders)          | 6              |
| Canadá (Nielsen SoundScan)          | 7              |
| República Tcheca (IFPI)             | 2              |
| Finlandia (Suomen virallinen lista) | 8              |
| França (SNEP)                       | 24             |
| Alemanha(Media Control AG)          | 18             |
| Holanda (Dutch Top 40)              | 10             |
| Nova Zelândia (RIANZ)               | 14             |
| Eslováquia (Rádio Top 100)          | 20             |
| Suíça (Schweizer Hitparade)         | 62             |
| EUA Billboard Hot 100               | 4              |
| EUA Billboard Pop Songs             | 2              |
| EUA Billboard Adult Pop Songs       | 23             |

### Paradas musicais de fim de ano
| Parada musical (2006) | Posição |
| --------------------- | ------- |
| US Billboard Hot 100  | 43      |

### Certificações
| País           | Provider | Certificação |
| -------------- | -------- | ------------ |
| Estados Unidos | RIAA     | Platina      |

## Histórico de lançamento
| País            | Data                | Formato          |
| --------------- | ------------------- | ---------------- |
| Esrtados Unidos | 14 de Abril de 2006 | Download digital |